# Teufelskanzel (Eichsfeld)

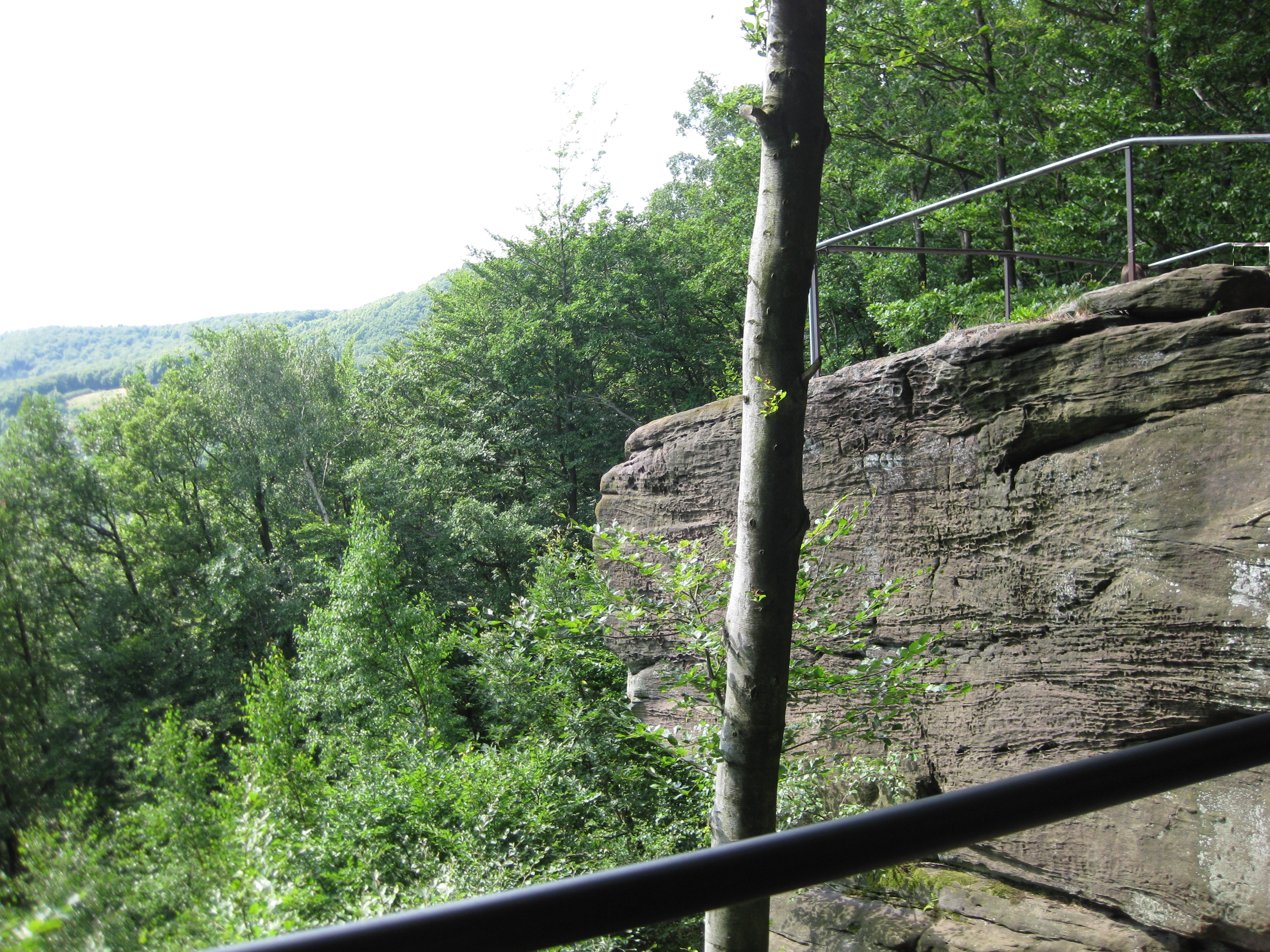
Teufelskanzel: Aussichtsfelsen

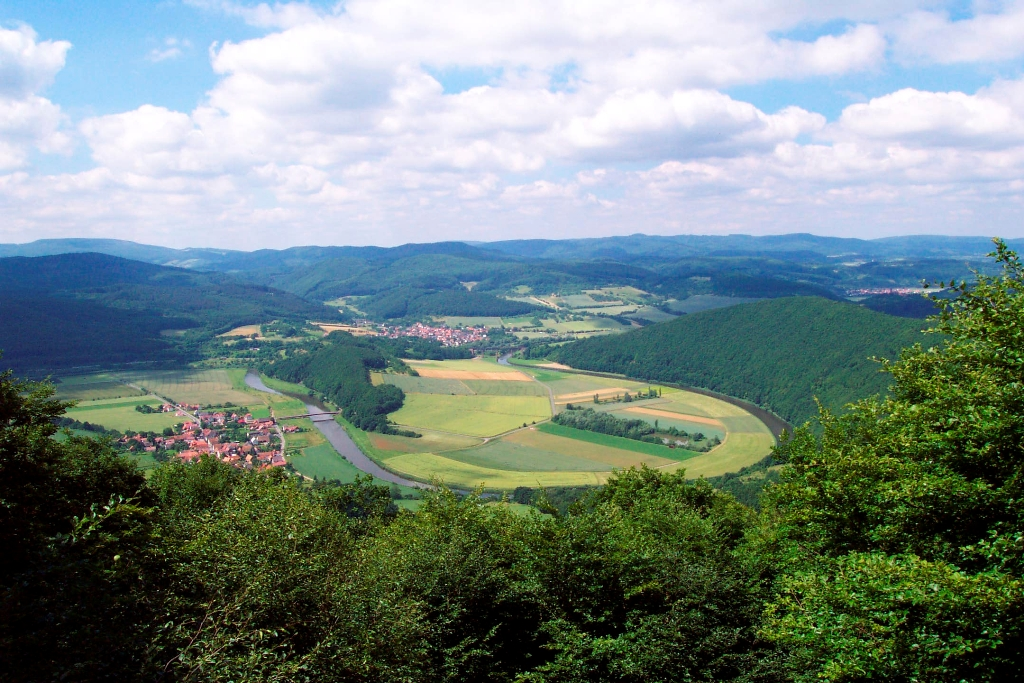
Blick von der Teufelskanzel auf die Werraschleife bei Lindewerra und Oberrieden mit Hohem Meißner (links) und Kaufunger Wald (rechts)

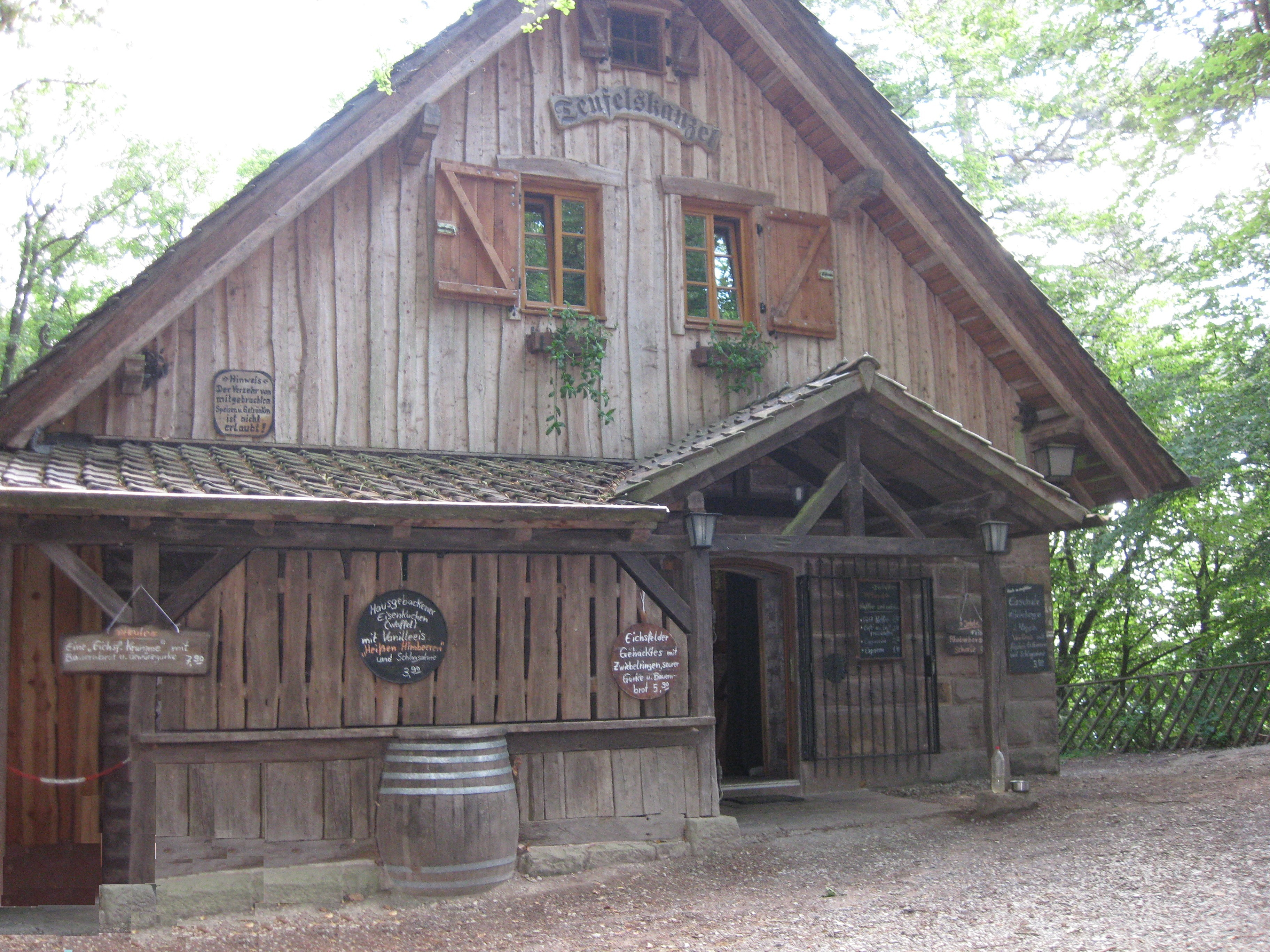
Waldgasthaus Teufelskanzel

Die Teufelskanzel nahe Lindewerra im Westen des thüringischen Landkreises Eichsfeld (Deutschland) ist ein auf etwa 452 m ü. NHN gelegener Buntsandsteinfelsblock auf dem Höhenzug Höheberg, der zum Obereichsfeld und Unteren Werrabergland gehört. Er bietet gute Aussichtsmöglichkeit besonders auf die Werraschleife bei Lindewerra.

## Geographische Lage
Die Teufelskanzel liegt im Nordwesten des Naturparks Eichsfeld-Hainich-Werratal. Sie befindet sich nordöstlich oberhalb der an der Werra gelegenen Ortsgemeinde Lindewerra (Stockmacherdorf) auf dem Kamm des bewaldeten Höhebergs, rund 1,1 Kilometer (km) südsüdöstlich von dessen auf der Junkerkuppe (510,7 m) liegendem Gipfel. Die nächstgelegene Stadt ist das etwa 6 km südlich befindliche Bad Sooden-Allendorf; die Kreisstadt Heilbad Heiligenstadt liegt rund 13 km (jeweils Luftlinie) nordöstlich.

## Aussichtsmöglichkeit
Im Gegensatz zum Gipfel der bewaldeten Junkerkuppe ist die Teufelskanzel ein guter Aussichtspunkt, obwohl auch sie im Wald liegt. Von dort fällt der Blick auf die hufeisenförmige und etwa 312 Meter tiefer liegende Werraschleife (ca. 140 m) bei Lindewerra und Oberrieden sowie unter anderem zum Hohen Meißner und Kaufunger Wald im nordosthessischen Bergland.

## Wandern, Gasthaus und Sage
Die Teufelskanzel ist auf Wald- und Wanderwegen zu erreichen, beispielsweise während eines an der nahen Burgruine Hanstein beginnenden Spaziergangs auf dem Herkulesweg, aber auch startend zum Beispiel im Dorf Lindewerra oder am Gehöft Rothenbach. Wenige Meter südsüdöstlich und etwas unterhalb des Felsens steht das kleine Waldgasthaus Teufelskanzel.
Weithin bekannt ist die Sage der Teufelskanzel. Die Sage erzählt von einem gewaltigen Felsen, der angeblich vom Teufel selbst getragen wurde. Der Legende nach fand in einer Walpurgisnacht eine Zusammenkunft der Hexen auf dem Brocken statt, bei auch der Teufel anwesend war. Die Hexen forderten den Teufel heraus, den Felsen, auf dem er stand, ohne abzusetzen zum Hohen Meißner in Hessen zu tragen. Trotz seines höhnischen Selbstvertrauens wurde der Stein unterwegs so schwer, dass der Teufel eine Pause einlegen musste. Als er einschlief, wurde er von den misstrauischen Hexen entdeckt und verspottet. Beschämt ließ der Teufel den Felsen zurück, der seitdem als Teufelskanzel bekannt ist.
Eine alternative Version der Sage besagt, dass ein Felsen vom Höheberg abgebrochen sei und vom Teufel als Kanzel genutzt wurde. Ein mutiger Bauer störte die Predigt des Teufels, indem er ihn daran erinnerte, die Predigt mit den heiligen Namen zu beginnen. Daraufhin erschrak der Teufel so sehr, dass er in die Tiefe sprang, wobei sein Hufabdruck die Landschaft formte. Die Werra soll der Sage nach deswegen heute noch an dieser Stelle in Form eines Hufeisens fließen.